# طبلوها
طبلوها إحدى قرى مركز تلا التابع لمحافظة المنوفية بجمهورية مصر العربية، ويحدها قرى كفر طبلوها والقلشي وكفر القلشي وكفر بتبس وكفر قرشوم والبتانون ومدينة تلا.

## التاريخ
قرية طبلوها من القرى القديمة، حيث وردت باسم «طبلوهه» في أعمال المنوفية ضمن قرى الروك الصلاحي التي أحصاها ابن مماتي في كتاب قوانين الدواوين، كما وردت باسم «طبلوهه» في أعمال المنوفية ضمن قرى الروك الناصري التي أحصاها ابن الجيعان في كتاب «التحفة السنية بأسماء البلاد المصرية». وفي العصر العثماني وردت باسم «طبلوهه» في التربيع العثماني الذي أجراه الوالي العثماني سليمان باشا الخادم في عصر السلطان العثماني سليمان القانوني ضمن قرى ولاية المنوفية، وفي تاريخ 1228هـ/1813م الذي عدّ قرى مصر بعد المسح الذي قام به محمد علي باشا باسم «طبلوها» ضمن قرى مديرية المنوفية.

## السكان
بلغ عدد سكان طبلوها 13,483 نسمة، منهم 6,892 رجل و6,591 إمرأة، حسب الإحصاء الرسمي لعام 2006.